# Transcobalamine
Bei den humanen Transcobalaminen handelt es sich um eine Gruppe von Transportproteinen für Vitamin B12 (Cobalamin). Das an Transcobalamin gebundene, aktive Vitamin B12 wird als Holotranscobalamin (Holo-TC) bezeichnet.
Momentan unterscheidet man drei Transcobalamine: Transcobalamin I, II und III.
Transcobalamin I (auch Haptocorrin oder R-Binder-Protein genannt) ist ein aus 433 Aminosäuren bestehendes Protein mit einer Molekülmasse von 48.209 Dalton, das auf dem Chromosom 11 codiert wird und bei der Elektrophorese als Beta-Globulin wandert. Transcobalamin I dient dazu, im Blut überschüssiges Vitamin B12 wieder zurück zur Leber als dessen Speicherorgan zu transportieren.
Transcobalamin II ist ein aus 427 Aminosäuren bestehendes Protein mit einer Molekülmasse von 47.538 Dalton, das auf dem Chromosom 22 codiert wird und bei der Elektrophorese (ebenso wie Transcobalamin III) als Alpha-Globulin wandert. Transcobalamin II dient dem Transport von Vitamin B12 zu den Zellen, die den Vitamin-B12-Transcobalamin-Komplex (auch Holo-Transcobalamin II oder Holo-TC II genannt) durch Bindung an einen Membranrezeptor (sogen. „rezeptorvermittelte Endozytose“) aufnehmen können.
Im Einzelnen erfolgt die Aufnahme des Holo-Transcobalamins II  dabei über einen speziellen Transcobalamin-II-Rezeptor, der zusammen mit dem Vitamin-B12-Transcobalamin-Komplex in einem „coated vesicle“ aus dem Blut ins Zellinnere wandert, von wo aus das Transcobalamin II nach Abgabe des Vitamins B12 wieder zurück ins Blut transportiert wird.
Für Transcobalamin II (Chromosom 22q12.2) sind genetische Fehlbildungen bekannt, die trotz normaler Serumwerte zu einem zellulären Vitamin-B12-Mangel führen können, und dieser wiederum zu einer Reihe schon bei Geburt auftretender Störungen wie Blutarmut (Anämie), Abwehrschwäche aufgrund von Immunglobulin-G-Mangel oder verschiedenen neurologischen Symptomen.

## Statusparameter der Vitamin-B12-Versorgung
In neueren Untersuchungen dient die Bestimmung des Holo-TC-Anteils (Transcobalamin II) im Blutplasma als sogenannter Statusmarker oder Statusparameter. Dieser Parameter gibt – vereinfacht ausgedrückt – Auskunft darüber, wie gut ein Mensch mit Vitamin B12 versorgt, also dessen B12-Status ist. Ein höherer Wert zeigt dabei einen besser gefüllten Speicher an.
Da die Bestimmung des Holo-TC noch ein relativ neues Verfahren ist, kann es in manchen Fällen dennoch falsch-positive Ergebnisse liefern, auch wenn prinzipielle Vorteile gegenüber dem bisherigen Statusparameter Gesamt-Vitamin-B12 gegeben sind. Um sichere Messergebnisse zu erhalten, wird daher die Kombination mit einem Funktionsparameter, Methylmalonsäure (MMS bzw. MMA) oder Homocystein empfohlen.
Bei Nierenerkrankung kann die Transcobalaminfiltration gestört sein, so dass der Holo-TC erhöht ist, obwohl beim Patienten eigentlich ein Vitamin-B12-Mangel vorliegt.